# Municipio de Pointe Aux Barques
El municipio de Pointe Aux Barques (en inglés: Pointe Aux Barques Township) es un municipio ubicado en el condado de Huron en el estado estadounidense de Míchigan. En el año 2010 tenía una población de 10 habitantes y una densidad poblacional de 1 personas por km².

## Geografía
El municipio de Pointe Aux Barques se encuentra ubicado en las coordenadas 44°3′42″N 82°57′0″O / 44.06167, -82.95000. Según la Oficina del Censo de los Estados Unidos, el municipio tiene una superficie total de 10 km², de la cual 3,39 km² corresponden a tierra firme y (66,06 %) 6,6 km² es agua.

## Demografía
Según el censo de 2010, había 10 personas residiendo en el municipio de Pointe Aux Barques. La densidad de población era de 1 hab./km². De los 10 habitantes, el municipio de Pointe Aux Barques estaba compuesto por el 100 % blancos. Del total de la población el 0 % eran hispanos o latinos de cualquier raza.